# Vondránek
Rybník Vondránek o výměře vodní plochy 5,3 ha se nalézá asi 1,2 km východně od centra obce Kosičky v okrese Hradec Králové u polní cesty odbočující ze silnice III. třídy č. 32329 vedoucí z obce Kosičky do obce Babice. Rybník je využíván pro chov ryb.
Rybník Vondránek je spolu s okolními rybníky Svinče, Vysušil a Řepíček pozůstatkem bývalé rozsáhlé Chlumecké rybniční soustavy, která v době svého největšího rozkvětu čítala na 193 rybníků vybudovaných v průběhu 15. až 16. století v oblasti povodí řek Cidliny a Bystřice.

## Galerie

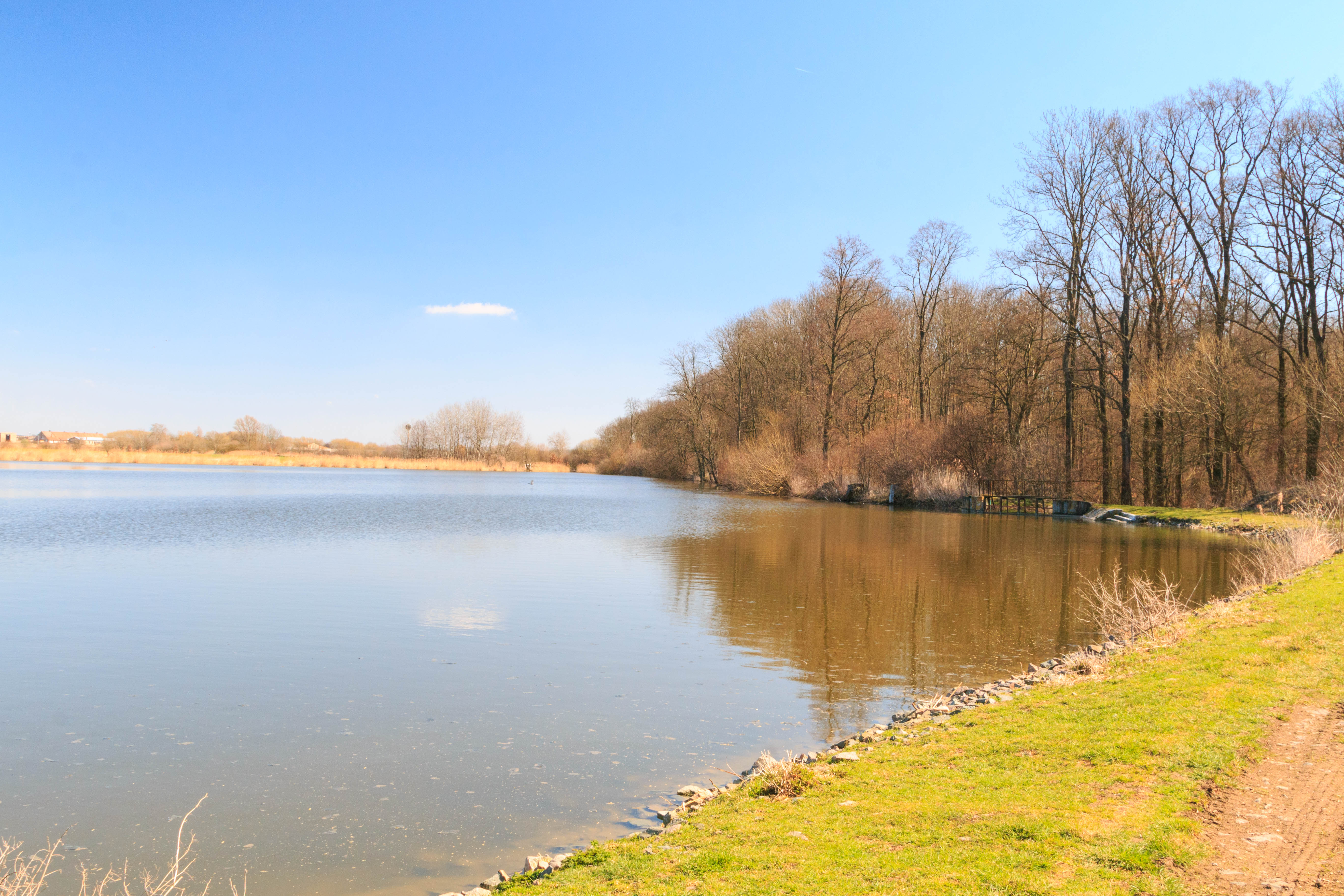
pohled na rybník Vondránek
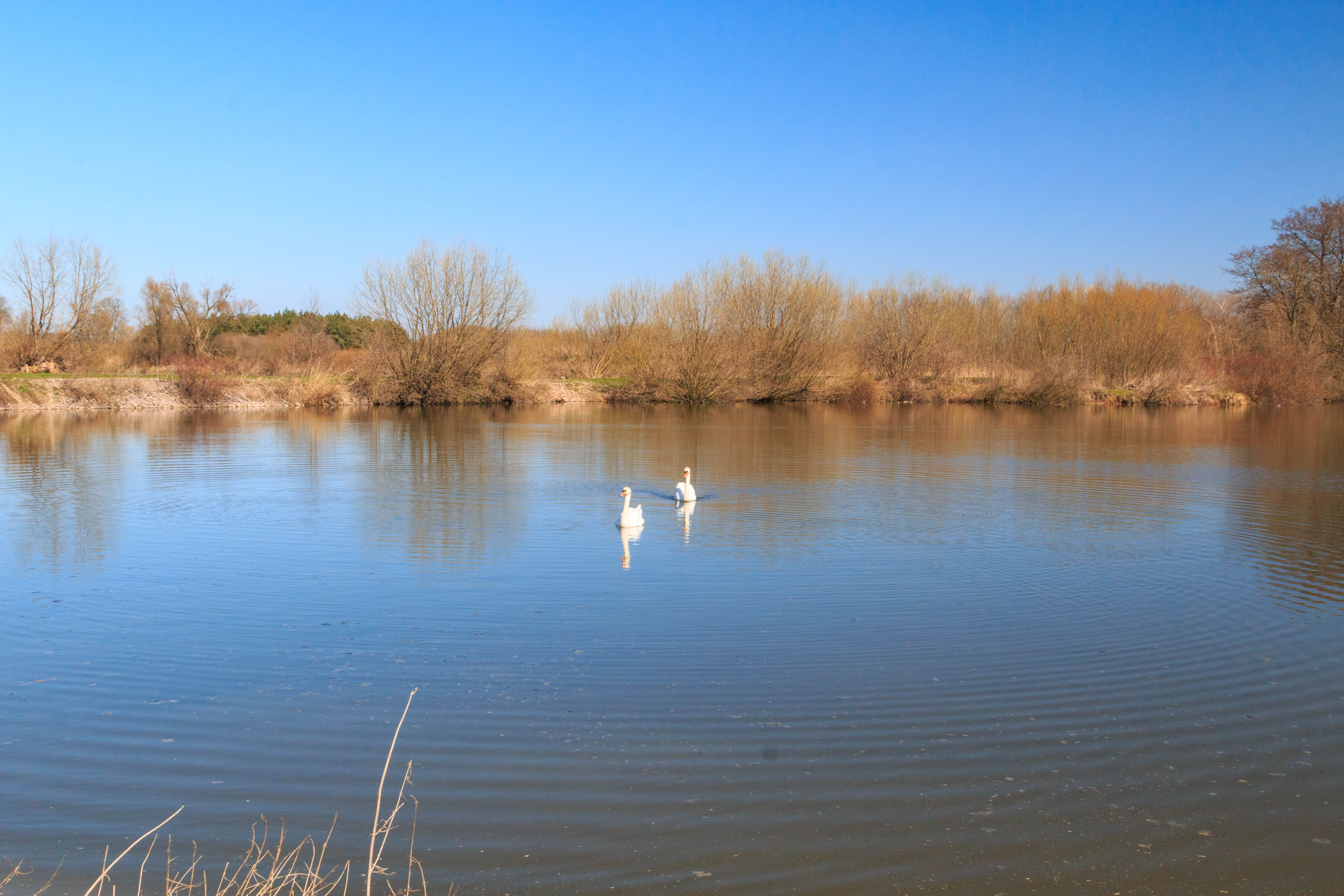
pohled na rybník Vondránek
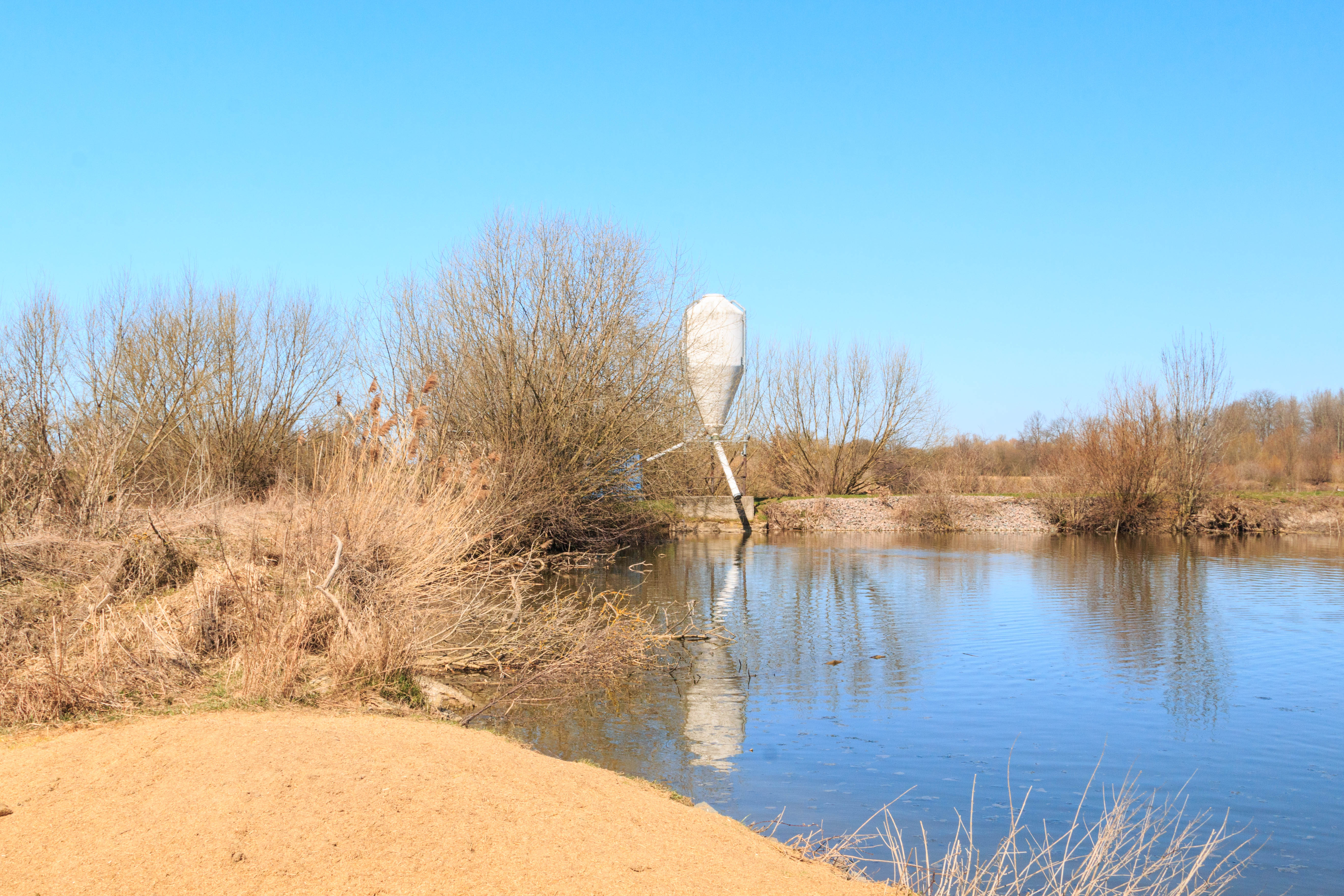
pohled na rybník Vondránek
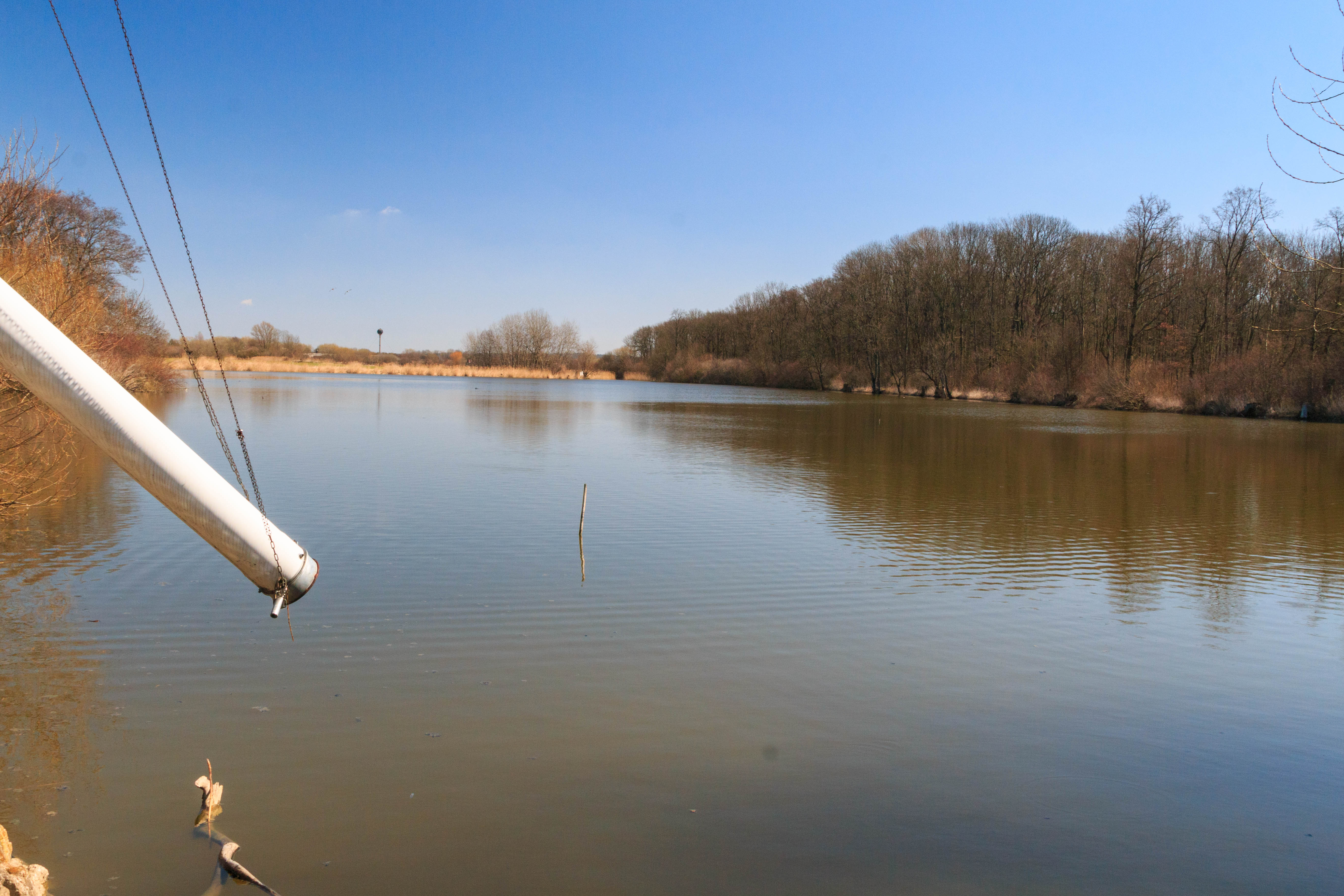
pohled na rybník Vondránek